# Rali Antônio Fialho de Vargas
O Rali Antônio Fialho de Vargas é um evento de esportivo que visa o resgate histórico do município de Lajeado, no Rio Grande do Sul, através de atividades sociais, culturais, esportivas e ambientais.
Teve seu início em outubro de 2010 quando, misteriosamente, durante a noite, cartas-convites do evento foram entregues em centenas de residências de participantes das diversas gincanas da cidade.
Antônio Fialho de Vargas, que dá nome ao rali, foi o fundador e patriarca do município de Lajeado. Nasceu em Gravataí em 15 de setembro de 1818. Em 20 de março de 1855, Fialho de Vargas fundou a Colônia dos Conventos, primeira denominação de uma extensa área de terras à margem direita do rio Taquari, que fora adquirida por ele, e dividida em lotes e comercializada durante a segunda metade do século XIV. Diversas famílias, principalmente de origem alemã e italiana migraram para a região do Vale do Taquari.